# Bembidion quadricolle
Bembidion quadricolle es una especie de escarabajo del género Bembidion, familia Carabidae. Fue descrita científicamente por Motschulsky en 1844.
Se distribuye por Afganistán, Armenia, Azerbaiyán, Bosnia y Herzegovina, Bulgaria, Georgia, Grecia, Irán, Irak, Kazajistán, Moldavia, Pakistán, Rusia, Serbia, Eslovenia, Tayikistán, Turquía, Turkmenistán, Ucrania y Uzbekistán. También se encuentra en la península balcánica y el Cáucaso.